# Serguéi Jachirov
Serguéi Ivánovich Jachirov (en osetio: Хацырты Сергей; en ruso: Сергей Иванович Хачиров; Tsubeni, 1 de marzo de 1918 - Vladikavkaz,  15 de octubre de 2007) fue un poeta, escritor y dramaturgo soviético de Osetia del Sur.

## Biografía
Nació en 1918 en el seno de una familia campesina en la aldea de Kvemo Tsubeni, quedando huérfano en su infancia y criado por su abuela. Cursó su educación primaria en la escuela de la aldea de Zajori y en 1933 se trasladó a Osetia del Norte, donde continuó sus estudios en la escuela de siete años de Alaguir. En 1934 ingresó en la Escuela Superior Pedagógica de Osetia del Norte, tras lo cual trabajó como jefe del departamento de cultura y arte en la redacción del periódico Jóvenes Comunistas. En 1937, publicó sus primeros poemas en la prensa periódica de Osetia del Norte. En 1942, cursó estudios superiores en el Instituto Pedagógico de Osetia del Norte y comenzó a trabajar como director de una escuela secundaria en la aldea de Tsrau. De 1943 a 1945, dirigió el departamento de vida del Komsomol en el periódico Ræstdzinad de Ordzhonikidze. De 1945 a 1948, trabajó en el Glavlit de Osetia del Norte y, de 1948 a 1951, estudió en la escuela de posgrado del Instituto Pedagógico de Osetia del Norte.
En 1955, regresó a Osetia del Sur, donde comenzó a trabajar como director de la editorial Iryston en Tsjinvali. Posteriormente, trabajó como editor de la sección literaria y musical de la radio de Osetia del Sur y como jefe de prosa de la revista literaria Fidiuæg.
Autor de numerosos relatos, poemas, obras de teatro, novelas y artículos críticos. En 1988, publicó su primer poemario en una edición independiente. Su poesía lírica atrajo la atención de compositores osetios como Jristofor Plíev, Zinaida Jabalova, Dudar Jajanov y Timur Jarebov.
Falleció en 2007 en Vladikavkaz.

## Obras
Los poemas Горӕты фембӕлдтӕн чызгыл (conocí a una chica en la ciudad), Арф кӕмтты Леуахи зары (En los lugares profundos canta Liajvi) y Кӕм дӕ агурон (¿Dónde puedo buscarte?), musicalizados, alcanzaron gran popularidad en la época soviética y comenzaron a considerarse canciones populares. Escribió las obras Ӕрдхӕрдтӕ (Amigos), Ӕхсарджынты кадӕг (Poema sobre héroes) y Тулгӕ дур (Piedra rodante), que se representaron en los escenarios de teatros osetios. También es autor de la obra Дудар ӕмӕ йӕ хӕлӕрттӕ (Dudar y sus amigos), considerada la primera obra satírica de la dramaturgia osetia.
Su novela Хӕхты фӕдисон (Ansiedad), dedicada a la lucha del pueblo osetio por su independencia, se convirtió en la segunda tetralogía de la literatura osetia.